# 楊文魁
楊文魁（？—？）為中國清朝武官官員，屬正黃旗，本籍則為盛京。1684年（康熙23年）他被大學士巴泰保舉前往台灣，擔任台灣鎮總兵。是台灣清治時期此階段的台灣地區最高軍事首長，並受台灣道制約。
擔任首任台灣總兵的楊文魁處事公開，最大功績為弭平蔡機功起事，另外，他也力阻清朝奪民田施行屯兵制的政策。1687年，三年任期屆滿的楊文魁秩滿後陞本旗副都統，不久，旋即擢昇都統。